# Praxis der Naturwissenschaften – Chemie in der Schule
Praxis der Naturwissenschaften – Chemie in der Schule (PdN) war eine Zeitschrift für Didaktik der Chemie, die im Aulis Verlag von 2000 bis 2017 erschienen ist. Es gab auch Ausgaben für Physik und Biologie (Praxis der Naturwissenschaften – Physik in der Schule, Praxis der Naturwissenschaften – Biologie in der Schule). Es erschienen jeweils acht Ausgaben pro Jahr.
Die Zeitschrift setzte unter fortlaufender Zählung verschiedene, seit 1952 erschienene Vorgängertitel fort. Die PdN ist die direkte Nachfolgezeitschrift zweier Zeitschriften: die Praxis der Naturwissenschaften / Chemie (1973–2000), welche im Aulis Verlag erschienen ist und die Chemie in der Schule (1954–2000), welche im Pädagog. Zeitschr.-Verl. in der DDR erschienen ist. Beide Zeitschriften wurden im Jahr 2000 in der PdN zusammengeführt. Nachdem der Aulis Verlag am 1. Februar 2017 in dem Friedrich Verlag aufgegangen ist, wurde die Zeitschriftenreihe Praxis der Naturwissenschaften eingestellt.